# 沈香
沈香（じんこう、英語:agarwood、agilawood）は、ジンチョウゲ科のアクイラリア属やギリノプス属の樹木において木部に傷害や病害が生じた際の防御応答として生成される樹脂がその内部に沈着したもの。香木として利用されるものの一つである。なお、沈香という名の特定の木が存在するわけではなく、その原木のすべてが香木の原料となるわけではない。

## 概要
沈香を生成する樹種は熱帯アジアに分布するジンチョウゲ科のAquilaria sinensis（牙香樹）、A. malaccensis（沈香樹）、A. agallocha（沈香木）などである。これらの樹幹に虫が穴をあけるなどの傷害や病害が生じた際、agarospirolやiso−agarospirolなどのsesquiterpene類が複合的に蓄積・沈着したものをいうが、その形や色なども千差万別で、成分は一つとして同じものはないとされる。
沈香を生成する樹種として東南アジアの山岳や密林地帯などに自生するものが10種以上知られているが、その原木のすべてが香木となるわけではなく偶然の産物である。日本薬局方外生薬規格（局外生規）にも収載されているが、植物そのものではなく、細菌などに感染した際に宿主側の防御応答として生成された樹脂が存在することが必須の要件とされている。「沈香」は字のごとく水に沈むが、原木自体は非常に軽いものである。
同じく香木として知られる白檀とは異なり、沈香は熱を加え焚くことで放香する。沈香は高級香木として中国や日本などで珍重されてきた。特に高品質のものは伽羅（きゃら）と呼ばれ樹脂含有量は5割を超える。香道では沈香を産地や香味により六国五味に分類し、その中で最高品質のものを伽羅と呼ぶ。
また、健胃、制吐、鎮静作用があるとされ、腹痛、嘔吐、不眠に対しても用いられる。喘四君子湯や丁香柿蒂湯などの漢方薬のほか一般用医薬品にも配剤される。
沈香の原木が成木になるまでに約20年、沈香ができるまでに50年、高品質の沈香には100～150年かかり、老木の樹幹に形成されたものは極めて高価である。沈香の原木は乱獲や密売が問題になっており、原木となるAquilaria属植物の全種がワシントン条約の附属書IIに掲載され国際的な取引が規制されている。
そのため、インドや東南アジアでは原木の幹に釘を打ち込むなどの方法で人工的な栽培が行われている。これは人工沈香と呼ばれるもので早くて数年で採取可能となるが、すべてが沈香として利用できるわけではなく、天然沈香に比べると未だ香りの質が劣るとされる。
原木から沈香が生成されるメカニズムは、その詳細が長い間不明であったが、2022年に富山大学の研究グループが遺伝子技術を用いることで、複数の酵素が関係していることを解明した。
なお、香木のにおい成分を含んだオイルに木のかけらを漬け込んだものや、沈香樹の沈香になっていない部分を着色した工芸品は、そもそも沈香とは呼べず、香木でもない。

## 名称
「沈香」はサンスクリット語（梵語）で aguru（アグル）またはagaru（アガル）と言う。油分が多く色の濃いものをkālāguru（カーラーグル）、つまり「黒沈香」と呼び、これが「伽羅」の語源とされる。伽南香（かなんこう）、奇南香（きなんこう）の別名でも呼ばれる。沈香の分類に関しては香道の記事に詳しい。
また、シャム沈香とは、インドシナ半島産の沈香を指し、香りの甘みが特徴である。タニ沈香は、インドネシア産の沈香を指し、香りの苦みが特徴。
ラテン語では古来 aloe の名で呼ばれ、英語にも aloeswood の別名がある。このことからアロエ（aloe）が香木であるという誤解も生まれた。勿論、沈香とアロエはまったくの別物である。
中東では oud (عود) と呼ばれ、自宅で焚いて香りを楽しむ文化がある。

## 日本における沈香の歴史
推古天皇3年（595年）4月に淡路島に香木が漂着したのが沈香に関する最古の記録であり、沈香の日本伝来といわれる。漂着木片を火の中にくべたところ、よい香りがしたので、その木を朝廷に献上したところ重宝されたという伝説が『日本書紀』にある。奈良の正倉院には長さ156cm、最大径43cm、重さ11.6kgという巨大な香木・黄熟香（おうじゅくこう）（蘭奢待とも）が納められている。これは、鎌倉時代以前に日本に入ってきたと見られており、以後、権力者たちがこれを切り取り、足利義政・織田信長・明治天皇の3人は付箋によって切り取り跡が明示されている。特に信長は、東大寺の記録によれば1寸四方2個を切り取ったとされている。 
徳川家康が慶長11年頃から行った東南アジアへの朱印船貿易の主目的は伽羅（奇楠香）の入手で、特に極上とされた伽羅の買い付けに絞っていた（『異国近年御書草案』）。香気による気分の緩和を得るために、薫物（香道）の用材として必要としていたからである。
1992年（平成4年）4月に、全国薫物線香組合協議会が、上記の『日本書紀』の記述に基づいて沈水香木が伝来した4月と、「香」の字を分解した「一十八日」をあわせて4月18日を「お香の日」として制定している。